# GKS Bełchatów
El GKS Bełchatów es un club de fútbol de la ciudad de Bełchatów, en Polonia, fundado en 1977. Actualmente juega en la III Liga, la cuarta categoría del fútbol polaco.

## Historia
El GKS Bełchatów ingresó en la IV Liga de Polonia en 1977 y ascendió a la III Liga después de cuatro años, en la temporada 1981/82. Le tomó al club otros siete años para subir a la II Liga en la temporada 1986/87, antes de ganar un lugar en la Ekstraklasa polaca en 1992. Después de un descenso a la I Liga, el club nuevamente ganó la promoción a la Ekstraklasa al final de la temporada 2004/2005. El club terminó a la temporada siguiente en 10º lugar, con 37 puntos. La siguiente temporada lucharon por el título de la liga, pasando gran parte de la última parte de la temporada 2006/07 en el primer lugar, siendo finalmente superados por el Zagłębie Lubin y conformándose con el segundo lugar, teniendo derecho a jugar la Liga Europa de la UEFA. Desde 2005 hasta 2015 el equipo militó en la máxima categoría, exceptuando la temporada 2013/14 en la que bajó a segunda división.
El 11 de marzo de 2022, el GKS Bełchatów se declaró en bancarrota y se retiró de la II Liga, tercera división del fútbol profesional polaco. El club fue trasladado al último puesto en la clasificación de la temporada 2021-22, con los partidos restantes declarados 0-3 a favor sus oponentes. A pesar de la aparente desaparición del equipo, este fue refundado el 30 de mayo de 2022 a partir de la Akademia GKS Bełchatów, retomando su actividad deportiva en la IV Liga y compitiendo bajo ese mismo nombre.

## Estadio
Juega sus partidos como local en el GIEKSA Arena, con capacidad para 5,264 personas.

## Colores
Los colores tradicionales del GKS Bełchatów son el verde y el negro.

## Jugadores

### Jugadores destacados
- Carlo Costly
- Dainius Suliauskas
- Rafał Berliński
- Jakub Bilke
- Artur Bugaj
- Łukasz Garguła
- Robert Górski
- Piotr Klepczarek
- Jacek Krzynówek
- Alexis Norambuena
- Grzegorz Rasiak
- Łukasz Sapela

## Palmarés

### Torneos nacionales
- No ha ganado ninguno hasta el momento
- En 2007 es subcampeón de la Ekstraklasa.
- En 1996 y 1999 es subcampeón de la Copa de Polonia.

## Participación en competiciones de la UEFA
| Temporada | Torneo          | Ronda            | País    | Club             | Marcador          |
| --------- | --------------- | ---------------- | ------- | ---------------- | ----------------- |
| 2007/08   | Copa de la UEFA | Clasificatoria 1 | Georgia | FC Ameri Tbilisi | 2-0, 0-2 (4-2 p.) |
| 2007/08   | Copa de la UEFA | Clasificatoria 2 | Ucrania | Dnipro           | 1-1, 2-4          |